# 加斯东·佩尔蒂埃
加斯东·佩尔蒂埃（法語：Gaston Peltier，1876年—？），法国男子足球运动员，司职前锋。他曾代表法国俱乐部队参加1900年夏季奥林匹克运动会足球比赛，获得一枚银牌。